# Česko-německé vztahy
Vzájemné česko-německé vztahy je souhrnné označení historických vztahů mezi Čechy a Němci a oběma zeměmi. Historie vzájemných vztahů sahá zhruba 1500 let do minulosti.
V současné době mají Česko a Německo 815 km společných hranic. Česko má velvyslanectví v Berlíně, 3 generální konzuláty (v Bonnu, Drážďanech a Mnichově) a 6 honorárních konzulátů (v Dortmundu, Frankfurtu, Hamburku, Norimberku, Rostocku a Stuttgartu). Německo má své velvyslanectví v Praze. Obě země jsou plnoprávnými členy NATO a Evropské unie.

## Historické pozadí

### Nejstarší dějiny, středověk, novověk
Čechy a Morava (převážná část moderního českého státu) byly během stěhování národů v 6. století osídleny slovanským národem Čechů. V pozdějších staletích byli přemyslovskými panovníky zváni do českých zemí osadníci a odborníci v oblasti dolování a zpracování kovů. Ti směřovali především do horských oblastí s nalezišti rud. Němečtí osadníci začali postupně tvořit menšinu také v českém vnitrozemí. Přispělo k tomu také poněmčování původních obyvatel, kteří s nimi přicházeli do styku. Vztahy mezi oběma komunitami byly v tomto období obecně přátelské. Po smrti krále Václava III. roku 1306 přešla přemyslovská královská linie v osobě Elišky Přemyslovny postupně na dynastie lucemburskou, jagellonskou a nakonec habsburskou a habsbursko-lotrinskou.
Roku 1348 byla v Praze založena Univerzita Karlova, první v zemích se zastoupením německého obyvatelstva. Vyučovacím jazykem byla latina, koncem 18. století ji nahradila němčina a až do druhé poloviny 19. století byla univerzita kulturně a jazykově formována německy.
Období třicetileté války bylo časem snah českých protestantů odolat snaze císaře Ferdinanda II. o znovuzavedení katolicismu v zemi. V bitvě na Bílé hoře v roce 1620 byla protestantská komunita poražena a nucena opustit české země. Ty se staly byly dědičnými v rámci rakouské říše a němčina se vedle češtiny stala úředním jazykem. Jelikož většina jednání probíhala v němčině, význam češtiny značně poklesl. Její postupná plnohodnotná obnova začala až koncem 18. století v rámci českého národního obrození.

### Češi a Němci v Rakouské monarchii

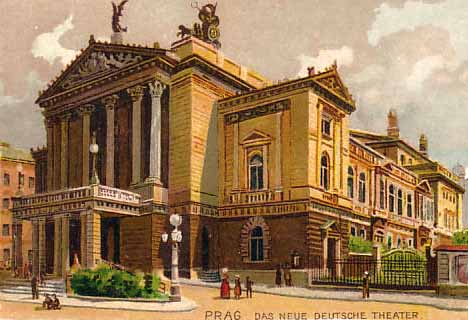
Nové německé divadlo v Praze

Podíl jazykových skupin podle sčítání lidu z roku 1910
| Korunní země | Počet obyvatel | Němčina   | Čeština   | Polština |
| ------------ | -------------- | --------- | --------- | -------- |
| Čechy        | 6,6 mil.       | 2,2 mil.  | 4,2 mil.  |          |
| Morava       | 2.604.857      | 719.462   | 1.868.985 |          |
| Slezsko      | 756.949        | 332.301   | 183.938   | 239.953  |
| Celkem       | 9.962.000      | 3.252.000 | 6.253.000 | 234.000  |

Soužití Němců a Čechů v Českém království bylo až na různé excesy zpravidla pokojné ba přátelské, byly udržovány a rozvíjeny bohaté kulturní styky a existovalo mnoho společných aktivit.[zdroj?] První pokus o společná česko-německá cvičení na území Čech proběhl v roce 1837 v Jablonci nad Nisou pod vedením Kajetana Jäckla. O deset let později vznikl společný česko-německý Akademický tělovýchovný spolek, z něhož se později zformovaly německého spolku „Prager Deutsche Turnvereien” a českého „Pražská tělocvičná jednota Sokol” v jehož čele stáli Miroslav Tyrš (původně Friedrich Emmanuel Tirsch) a Jindřich Fügner. Roku 1882 byla Universita Karlova rozdělena na českou a německou část.
Napětí mezi Čechy a Němci přiživované nacionalisty na obou stranách se zvyšovalo a svého vrcholu dosáhlo během první světové války. Čeští a slovenští politici v čele s Masarykem přesvědčili vítězné mocnosti, aby uznaly vznik československého státu na principu národního sebeurčení. Česká část nového státu sestávala z někdejšího Českého království, kde měla zejména v pohraničí domov významná německá menšina. Ta tvořila asi 30 % z celkového počtu obyvatel Československa, a proto v těchto pohraničních oblastech existovaly silné tendence na připojení k Německému Rakousku. S odvoláním na princip sebeurčení se na určitou dobu s Německem skutečně spojily, tyto snahy však násilně ukončila československá armáda.
Samostatnou skupinu německy hovořících obyvatel v českých zemích tvořili Židé. Vyšší společenské vrstvy se zpravidla hlásily k němčině, coby „jazyku obcovacímu“. Zajímavým fenoménem pak byla pražská německá literatura, jejímž zástupcem je například Franz Kafka. V Praze se na přelomu 19. a 20. století zformoval literárně-kulturní spolek Pražský kruh (Prager Kreis). Ten působil v hlavním městě přibližně do roku 1938, kdy přestal existovat, neboť většina jeho členů byla židovského původu.

### Druhá světová válka
Po nástupu Adolfa Hitlera k moci v Německu usilovala tamní nacistická vláda o rozdmychávání nacionalistických nálad v sousedním Československu a Hitler nařídil místnímu nacistickému vůdci Konradu Henleinovi, aby kladl nepřiměřené požadavky na vládu v Praze a pokusil se ochromit československou demokracii. Etničtí němečtí nacionalisté podporovaní Hitlerem požadovali spojení německy mluvících okresů s Německou říší. Politika appeasementu uplatňovaná západními mocnostmi vůči nacistickému Německu vyústila v Mnichovskou dohodu, jíž Francouzi a Britové souhlasili s postoupením pohraničních oblastí se silnou německou menšinou, včetně klíčového československého hraničního opevnění, Německu. I přes deklarované československo-francouzské spojenectví, na něž prezident Beneš spoléhal, nebyli čeští zástupci k jednání přizváni a byli informováni až po jejím uzavření. Československé vedení uprchlo do Londýna a o několik měsíců později se Hitler zmocnil zbytku Československa a vytvořil zde německý protektorát Čechy a Morava. Během nacistické okupace zahynulo mnoho českých obyvatel a českých i německých Židů.

### Poválečný odsun Němců z Československa
Po skončení války bylo v rámci všeobecného vyhnání německých menšin vysídleno také německé obyvatelstvo z Československa, přičemž bylo také spácháno mnoho křivd na nevinných. Tyto odsuny prováděla armáda a revoluční gardy. Počet deportovaných etnických Němců se odhaduje na 2,4 milionu. Většina z nich byla deportována do východního a západního Německa, několik tisíc z nich se stalo obětí násilí nebo zemřelo vyčerpáním apod. V Německu se volalo po odškodnění uprchlíků, které česká vláda odmítla, s odvoláním na německou okupaci, válečné nespravedlnosti, podporu německé menšiny nacistické straně, genocidní plány německé vlády a zvěrstva, jako jsou Lidický masakr.

## Vztahy v současnosti
Po skončení studené války došlo k oteplování vztahů mezi znovusjednoceným Německem a nově demokratickou Českou republikou. V roce 1990 byla v Praze otevřena česká pobočka německého kulturního střediska Goethe-Institut.
Dne 27. února 1992 podepsali německý kancléř Helmut Kohl a československý prezident Václav Havel smlouvu o přátelství, známou jako Česko-německá deklarace. Václav Havel se rovněž omluvil za zločiny spáchané českými občany na Němcích po skončení druhé světové války, za což byl silně kritizován.
V roce 1998 vznikl Česko-německý fond budoucnosti.
V roce 2012 německý prezident Joachim Gauck a český prezident Václav Klaus společně navštívili Lidice, českou vesnici zničenou nacisty v roce 1942, čímž předznamenaly významný krok v česko-německém sbližování. V důsledku Schengenské dohody nejsou mezi oběma státy hraniční kontroly a jejich hranice jsou navzájem zcela otevřené. Výjimkou je situace vzniklá kvůli pandemii covidu-19 od března 2020. Občané jednoho státu se mohou za normálních okolností volně pohybovat a také (jen s určitými administrativními povinnostmi jako je pracovní povolení) výdělečně pracovat v druhém státě. Platí svoboda pohybu v rámci Evropské unie.

### Vztahy se Svobodným státem Bavorsko
V prosinci 2010 a listopadu 2011 navštívil Horst Seehofer Česko jako první bavorský ministr, což bylo považováno za důležitý krok ve snaze o urovnání sporů o vyhnání sudetských Němců po druhé světové válce. V únoru 2013 byl Petr Nečas prvním českým premiérem, který navštívil Bavorsko. Ve svém projevu před Bavorským zemským sněmem (Bayerischer Landtag) vyjádřil politování nad vyhoštěním sudetských Němců z Československa.
4. prosince 2014 otevřel Horst Seehofer zastoupení Svobodného státu Bavorsko v České republice. Mezi hosty zahajovacího ceremoniálu patřil český premiér Bohuslav Sobotka a další ministři obou států. Seehofer ve svém projevu ocenil založení bavorské reprezentace v České republice jako symbol rostoucího přátelství mezi oběma zeměmi. Bavorské zastoupení by mělo být místem pro dialog, přátelství a spolupráci.

## Zastupitelské úřady

### České zastupitelské úřady v Německu
- Velvyslanectví Berlín
- Česká centra:
  - Berlín
  - Drážďany
  - Mnichov

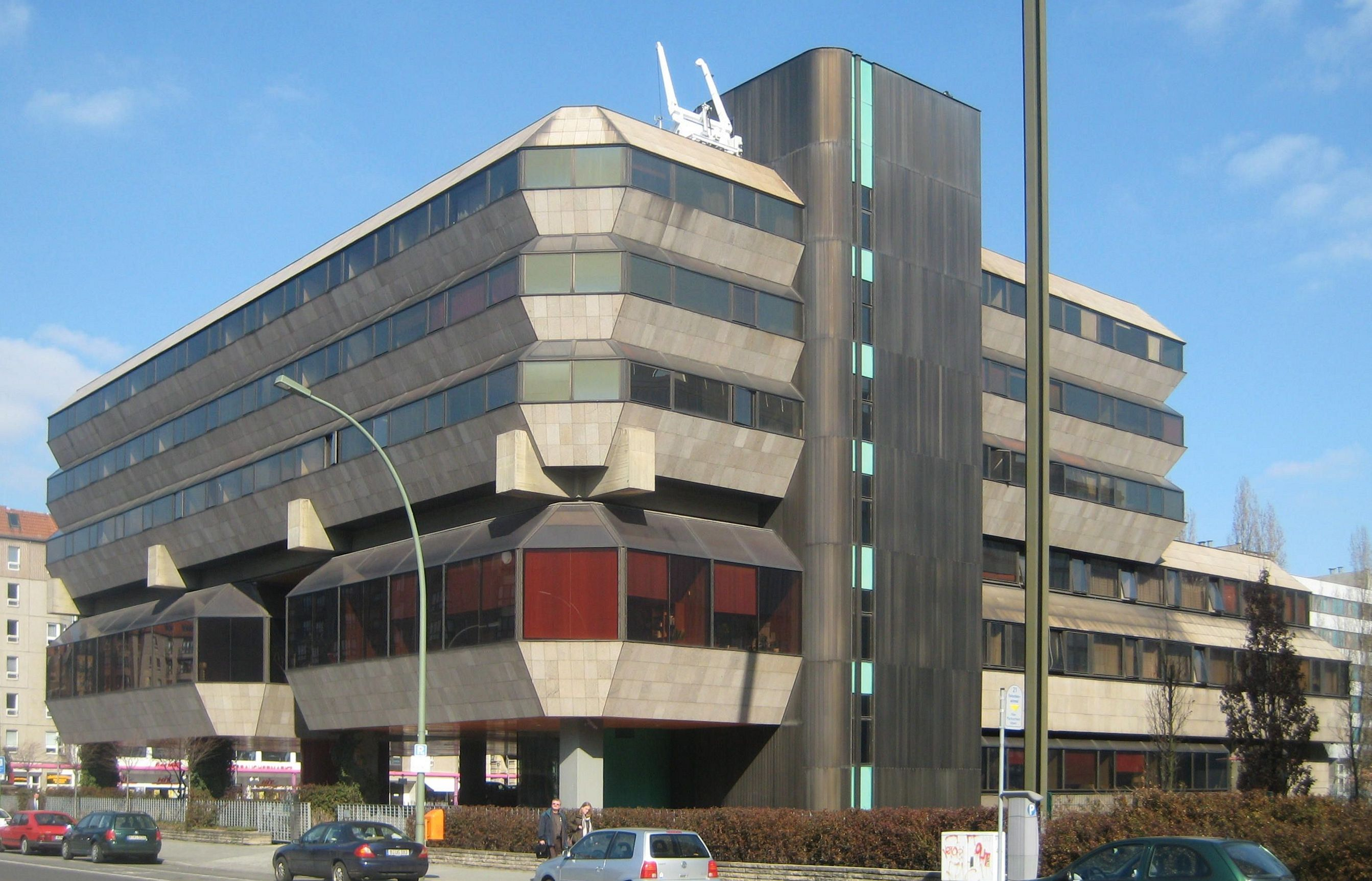
Budova Českého velvyslanectví v Berlíně.

- Generální konzuláty: Drážďany, Mnichov, Dortmund, Frankfurt nad Mohanem, Hamburk, Rostock, Stuttgart

### Německé zastupitelské úřady v Česku
- Velvyslanectví Praha
- Goethe Institut Praha

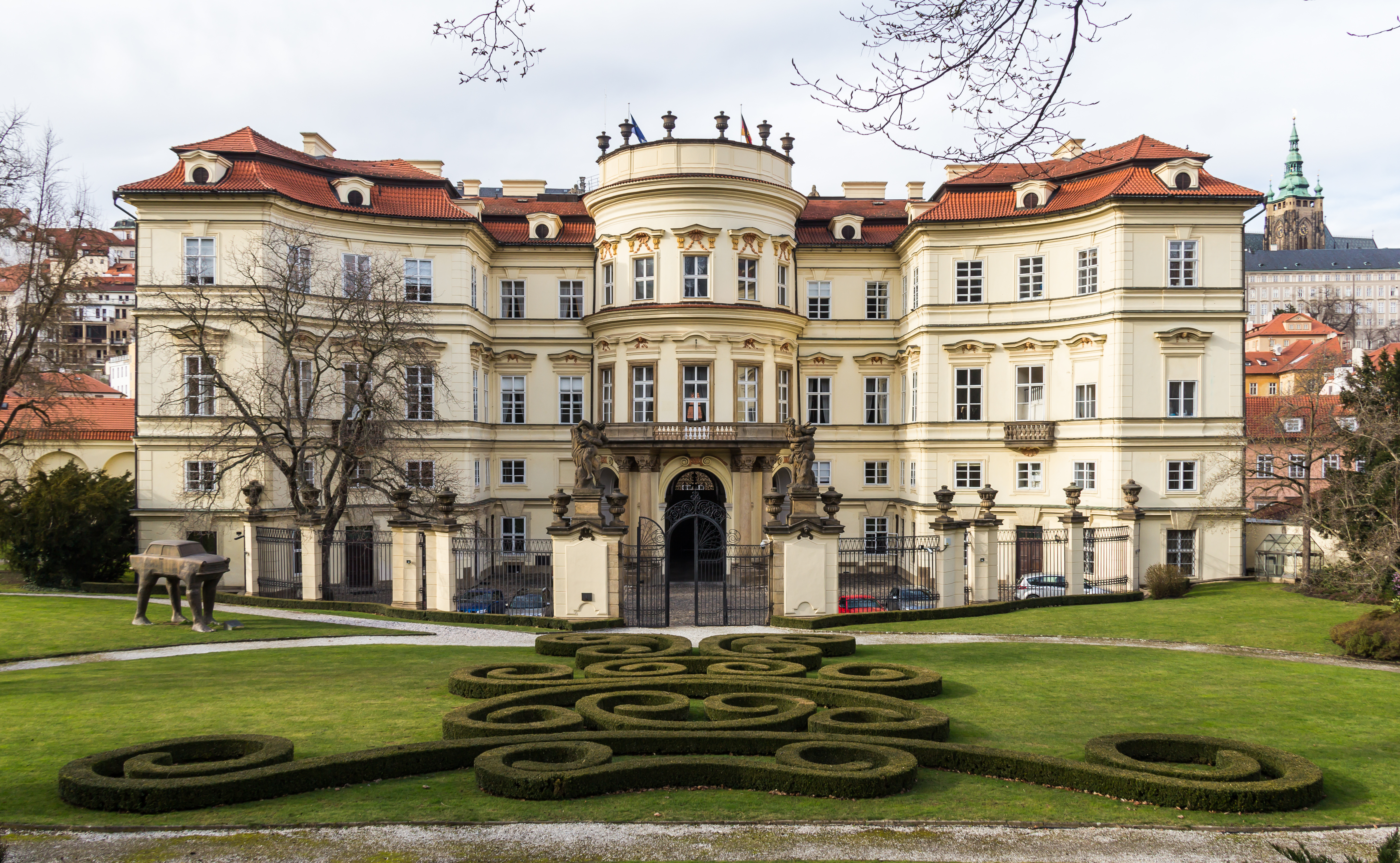
Lobkovický palác na Malé Straně, sídlo Německého velvyslanectví v Praze.

- zastoupení Svobodného státu Bavorsko

## Česko-německá hranice
Česko-německá státní hranice je dlouhá 818,8 km. Česko má s Německem nejdelší hranici ze všech států, Německo má s Českem druhou nejdelší hranici po Rakousku, pokud se nepočítá délka pobřeží, kde Německo nesousedí na přímo s nikým.